# 伊凡·羅德里奎茲
伊凡·羅德里奎茲·托雷斯（西班牙語：Iván Rodríguez Torres，1971年11月27日—）是波多黎各職業棒球選手，前美國職棒大聯盟選手，守備位置是捕手。綽號「Pudge Rodríguez」及「I-Rod」。他是其中一個被譽為擁有最強守備能力的捕手。羅德里奎茲是1999年美國聯盟的美國職棒大聯盟最有價值球員。退休後在2017年第一輪投票中即入選為棒球名人堂成員。
羅德里奎茲曾於2003年協助佛羅里達馬林魚隊奪得世界大賽冠軍、也是2006年世界大賽底特律老虎隊的先發捕手。

## 職棒生涯

### 小聯盟
羅德里奎茲於1989年進入到職業，當時他17歲，是在南大西洋聯盟加斯通里亞遊騎兵隊擔任捕手，在他的第一場比賽，對上斯巴達堡隊時打單場打出三支安打（3支3）。1990年羅德里奎茲進入了佛羅里達聯盟，他成為了當時聯盟最好的捕手並加入了全明星隊，當季他的打擊率排在第15名（.287），打點則是領先全隊（55分）。他也於非賽季的時候到波多黎各職業棒球聯盟打球。

### 大聯盟

#### 1991年－1993年
羅德里奎茲在1991年6月20日首次在大聯盟德州遊騎兵隊亮相，且成為該季中最年輕的捕手，他很快的展現了他優異的打擊能力及阻殺盜壘的能力，實際上，近35年來沒有人有羅德里奎茲48%的阻殺能力（至2006年5月）。羅德里奎茲於1991年8月30日對上堪薩斯市皇家成為遊騎兵隊中最年輕打出全壘打的選手，最後他在美國聯盟新人王票選排名第四。
1992年，羅德里奎茲先發了112場比賽，且成為打大聯盟2年的最年輕的選手。而在波多黎各職業棒球聯盟的馬雅圭司隊，17場比賽中有.262的打擊率。1993年賽季，羅德里奎茲的打擊率為.273、有66分打點和10支全壘打，分別排在隊中的第四、第五、第五。他在7月26日與28日連續打出了八支安打。在球季最後一個月，羅格里奎茲又到了波多黎各職業棒球聯盟，在馬雅圭司隊繳出.425的打擊率與14分打點，並入選了明星賽且當上了最有價值球員。

#### 1994年－1997年
1994年，羅德里奎茲的打擊率領先全美聯的捕手（.298），他的在球隊的許多統計資料都是個人新高，打擊率排在全隊第二、二壘安打排全隊第三（19支）、安打、壘打數、得分、全壘打、保送、出賽和打數皆排全隊第四，他在1994年7月28日接捕了一場完全比賽，投手為肯尼·羅傑斯。羅德里奎茲於冬季在打波多黎各職業棒球聯盟，但他遭受了嚴重的膝蓋受傷而必須休息剩餘的賽季。
1995年，羅德里奎茲的打擊率、壘打數、二壘安打都是全隊最高，分別為.303、221和32支，他成為遊騎兵隊的年度最佳球員，並在7月13日對上波士頓紅襪的羅傑·克萊門斯時，打出生涯第一次的雙響砲。他在非賽季時則為波多黎各職業棒球聯盟的卡瓜斯隊效力。

#### 1998年－1999年
1998年賽季，羅德里奎茲的打擊率領先全隊（.325），在美聯排在第八，而二支安打以上的場次排全聯盟第七（75場）、安打排全聯盟第八（186支），而安打、壘打數、三壘安打、長打率都排全隊第二，二壘安打、全壘打、盜壘排全隊第三，打點則排第四。他於5月11日出賽了生涯第1000場比賽。他也成為大聯盟史上第一位有兩季超過40支二壘安打的捕手。
1999年，羅德里奎茲獲得了美國聯盟最有價值球員獎。在這一季，他創造了美聯捕手單季最多的35支全壘打，且僅次於國聯的傑皮·羅培茲於2003年所創的42支的捕手紀錄。羅德里奎茲也成為大聯盟史上，第一位有30支全壘打、100分打點、100分得分的捕手。

#### 2002年－2003年
2003年球季，羅德里奎茲加盟佛羅里達馬林魚隊，並創造了許多馬林魚隊的隊史捕手紀錄，如打擊率（.297）、打點（85）。在季後賽中，羅德里奎茲成為國家聯盟冠軍賽最有價值球員，最後協助球隊奪得世界大賽冠軍。然而他沒有與馬林魚繼續簽約，而選擇了底特律老虎隊。

#### 2004年－2008年
2004年加盟底特律老虎隊。2006年5月9日，羅德里奎茲首次以捕手以外的位置出賽，當時是一壘手。與球隊的合約到2008年為止。

#### 2008年
2008年7月30日底特律老虎隊將羅德里奎茲和紐約洋基隊的投手Kyle Farnsworth做交換，使羅德里奎茲加入紐約洋基隊。。

#### 2009年
羅德里奎茲因參加2009年世界棒球經典賽有出色的表現，使休士頓太空人隊和其簽下1年150萬美金加上150萬的激勵獎金的合約，正式加盟休士頓太空人隊。8月18日，德州遊騎兵隊為了打進季後賽，用2名小聯盟的球員和休士頓太空人隊做交易，讓羅德里奎茲重新回到老東家。

#### 2010年
2009年12月11日，羅德里奎茲和華盛頓國民簽下2年600萬美金的合約，為選秀狀元史蒂芬·史崔斯伯格的專任捕手。

## 外部連結
- 球員資訊和成績在MLB ，ESPN ，Baseball Reference ，Fangraphs ，The Baseball Cube ，Baseball Reference (Minors) ，Retrosheet （英文）